# Цуруми, Коко
Коко Цуруми (яп. 鶴見虹子 Цуруми Коко, род. 28 сентября 1992) — японская гимнастка, серебряный и бронзовый призёр чемпионата мира по спортивной гимнастике 2009 года в Лондоне. Принимала участие в двух олимпиадах (2008 и 2012 годах).

## Спортивная карьера
В 2008 году Коко прошла национальный отбор на Олимпиаду. Женская сборная заняла 5-е место в командных соревнованиях по спортивной гимнастике. В индивидуальных соревнованиях Коко заняла 17-е место в многоборье и 8-е место в финале соревнований на бревне.
В 2009 приняла участие в американском этапе Кубка Мира, проходившем в Чикаго, где заняла 7-е место в многоборье.
На чемпионате мира по спортивной гимнастике в 2009 году Коко выиграла бронзу в многоборье и серебро на разновысоких брусьях, также она попала в финал на бревне и заняла 6-е место. Тем самым она стала первой женщиной-гимнасткой выигравшей медаль чемпионата мира за последние 43 года.
В 2010 на этапе Кубка мира в Японии Коко заняла второе место в многоборье, пропустив вперед Ксению Афанасьеву. Но выиграла разновысокие брусья, получив в финале оценку 15.400.
В 2011 в составе сборной Японии выиграла серебряную медаль в командных соревнованиях на японском этапе Кубка мира и выиграла золото в многоборье. Она набрала в финале многоборья на 0.1 больше, чем китайская гимнастка Суй Лу, финишировавшей на втором месте. Позже в этом же году на чемпионате мира она заняла 7-е место на разновысоких брусьях и 7-е место в составе сборной в командных соревнованиях.
В 2012 прошла отбор в национальную сборную на Олимпийские игры в Лондоне, где в финале на разновысоких брусьях заняла 7-е место и 8-е в составе сборной в командных соревнованиях.
В 2015, после двухлетнего перерыва в спортивной карьере, на соревнованиях WOGA 2015 в Плейно состоялось возвращение Коко, занявшей 11-е место в многоборье. На NHK Cup Коко получила повреждение ахиллова сухожилия, вследствие чего пропустит сезон 2015 года. Пока не ясно, вернется ли она после травмы в большой спорт.

## Основные моменты карьеры
- Олимпийские игры 2012

Разновысокие брусья - 7 место
Командное первенство - 8 место
- Чемпионат мира по спортивной гимнастике 2011

Разновысокие брусья - 7 место
Командное первенство - 7 место
- Чемпионат мира по спортивной гимнастике 2009

Многоборье - 3 место
Разновысокие брусья - 3 место
Бревно - 6 место
- Олимпийские игры 2008

Командное первенство - 5 место
Многоборье - 17 место
Бревно - 8 место